# 陽気な踊子
『陽気な踊子』（ようきなおどりこ、英語: The Matinee Idol, 「マチネのアイドル」の意）は、1928年（昭和3年）製作・公開、コロンビア ピクチャーズ製作・配給によるアメリカ合衆国のサイレント映画である

## 略歴・概要
1922年（大正11年）にデビューしたフランク・キャプラ（当時のクレジットはフランク・R・キャプラ）の監督第7作として、コロンビア ピクチャーズが提供、フランク・R・キャプラ・プロダクションズが製作、コロンビア映画が配給して、合衆国内では1928年3月14日に公開された。原作は、ロバート・ロードとアーネスト・パガノが執筆した戯曲 Come Back to Aaron （「アーロンに帰れ」の意）で、これを映画のためにエルマー・ハリスが翻案した。
日本では、同年11月22日、スター・フィルムの配給で公開された。
長らく「失われた映画」とされていたが、1990年代に発見され、1997年（平成9年）に映画芸術科学アカデミーおよびソニー・ピクチャーズ・エンタテインメント（コロムビア映画の後身）がデジタル復元した。復元されたのは56分のヴァージョンである。同年、アカデミー・フィルム・アーカイヴは、日本の東京国立近代美術館フィルムセンターに復元プリントを寄贈、同センターも所蔵することとなった。同センター所蔵版は「57分」と記述されている。

## スタッフ
- プロデューサー : フランク・キャプラ、ハリー・コーン
- 監督 : フランク・キャプラ
- 原作 : ロバート・ロード、アーネスト・パガノ （Ernest Pagano）
- 脚本 : エルマー・ハリス （Elmer Blaney Harris）
- コンティニュイティ : ピーター・ミルン
- 撮影 : フィリップ・タンヌラ
- 編集 : アーサー・ロバーツ

## キャスト
クレジット順
- ベッシー・ラヴ - ジンジャー・ボリヴァー
- ジョニー・ウォーカー - ハリー・マンことドン・ウィルソン
- アーネスト・ヒリアード - アーノルド・ウィンゲイト
- ライオネル・ベルモア （Lionel Belmore） - ジャスパー・ボリヴァー
- デイヴィッド・マー （David Mir） - エリック・バリメイン

クレジット外
- ジョー・ボルドー （Joe Bordeaux） - オーディションを受ける役者
- シドニー・ブレイシー （Sidney Bracey） - ドンの付き人
- シドニー・ダルブルック （Sidney D'Albrook[5]） - J・マディゾン・ウィルバーフォース
- メアリー・ゴードン （Mary Gordon|） - 女性観客

## 関連事項
- 1928年の日本公開映画

## 註
1. 1 2 3 4  The Matinee Idol, Internet Movie Database （英語）, 2010年7月7日閲覧。
2. ↑  Frank Capra - IMDb（英語）, 2010年7月7日閲覧。
3. 1 2 3 4  陽気な踊子 - フィルム・コレクションに見るNFCの40年、東京国立近代美術館フィルムセンター、2010年7月7日閲覧。
4. ↑  『20世紀アメリカ映画事典』、編・畑暉男、カタログハウス、2002年4月、ISBN 4905943507, p.420.
5. ↑  Sidney D'Albrook - IMDb（英語）, 2010年7月7日閲覧。